# St. Wendelinus (Bliesdalheim)

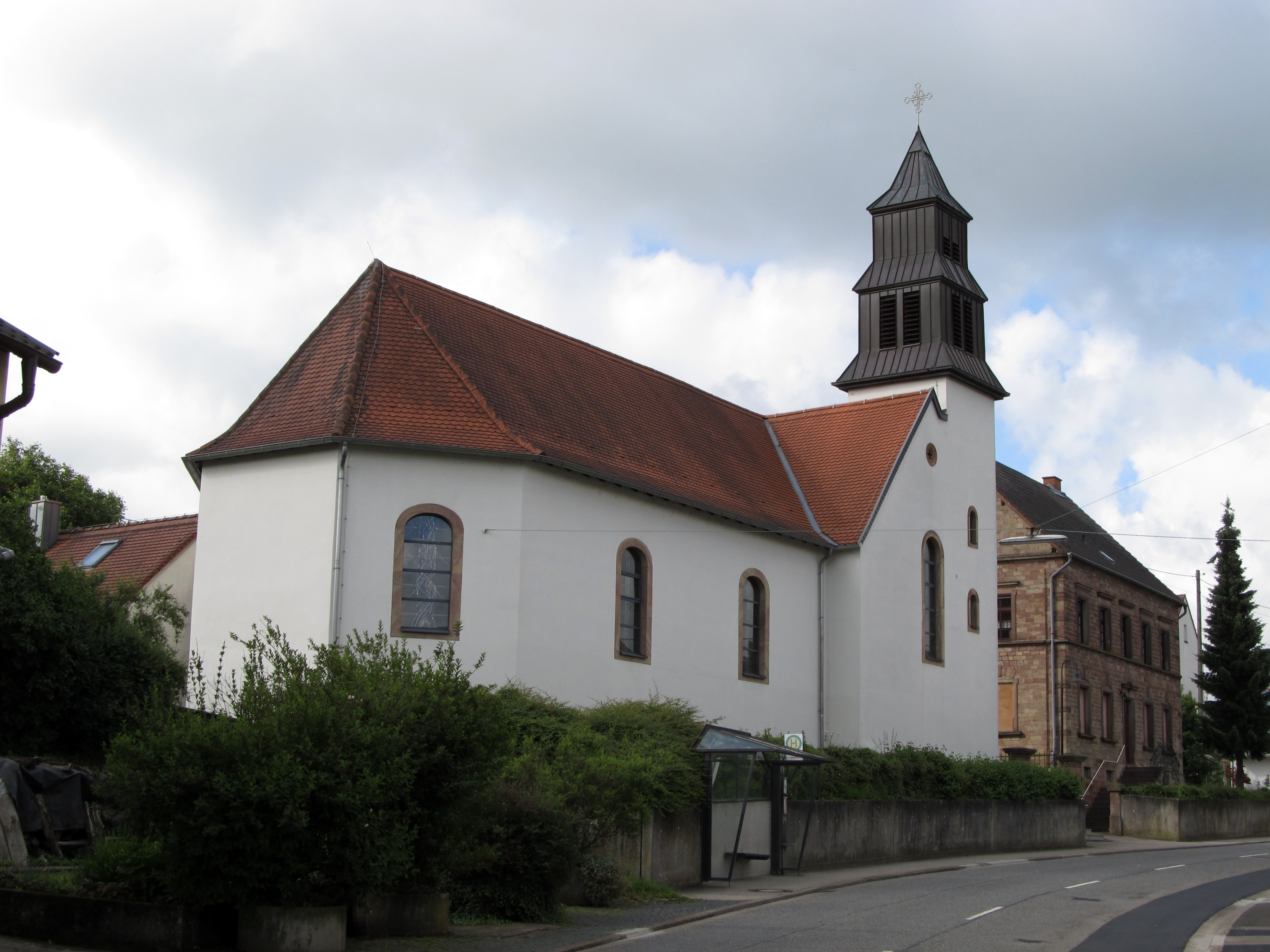
Die Pfarrkirche St. Wendelinus in Bliesdalheim

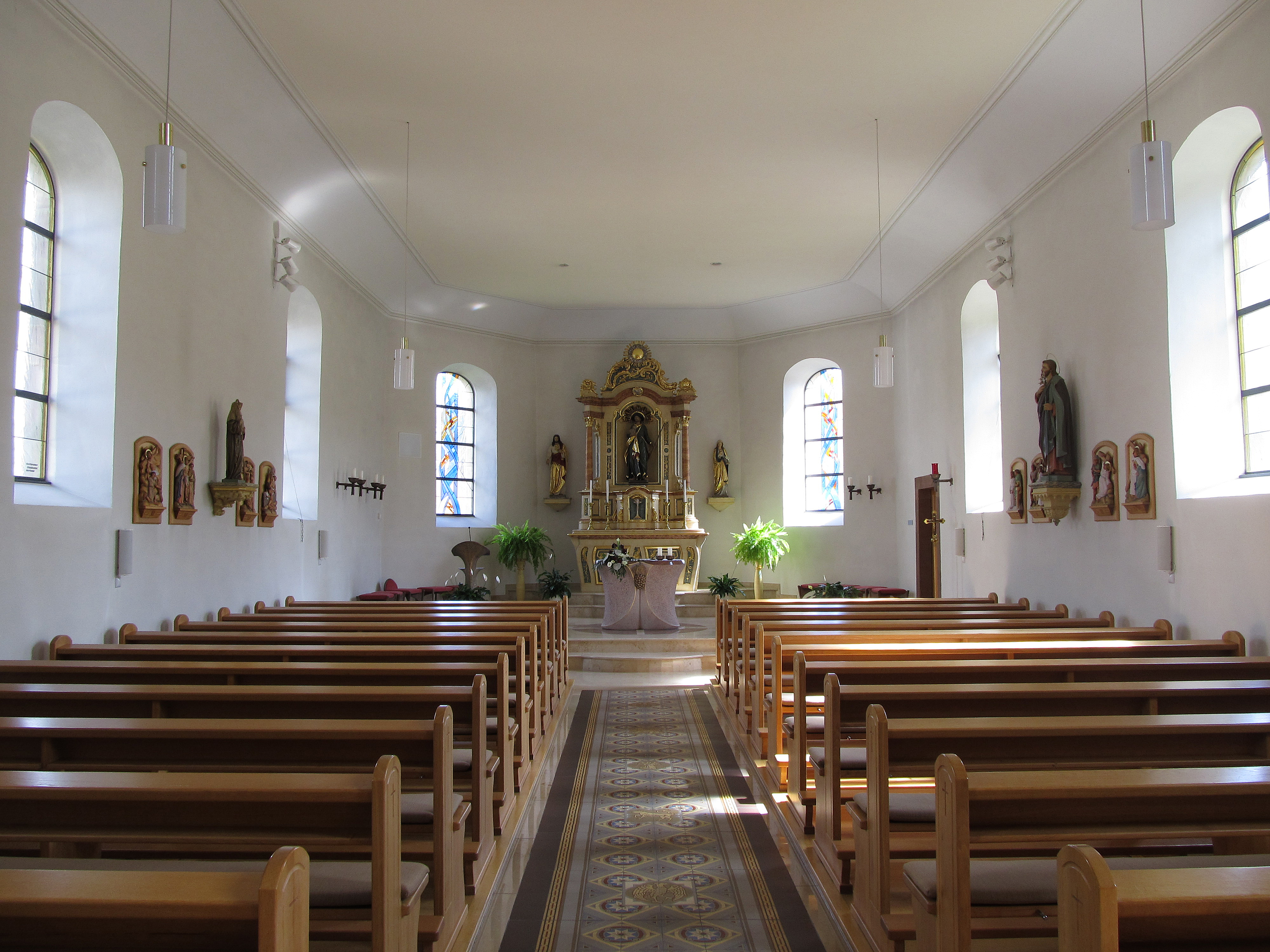
Blick ins Innere der Kirche

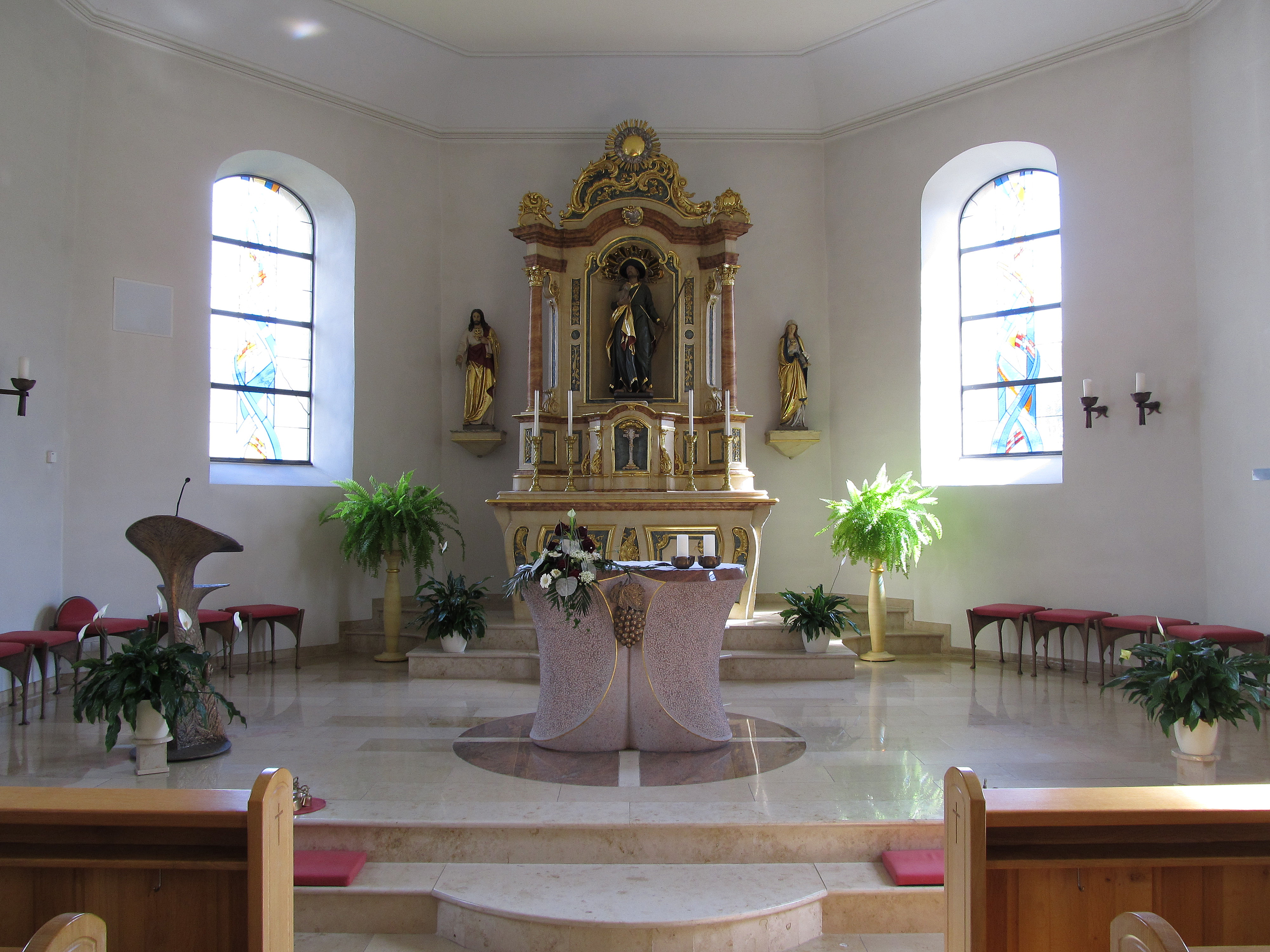
Altarraum

Die Kirche St. Wendelinus ist eine katholische Pfarrkirche in Bliesdalheim, einem Ortsteil der Gemeinde Gersheim. Kirchenpatron ist der heilige Wendelin. Die Kirche ist in der Denkmalliste des Saarlandes als Einzeldenkmal aufgeführt.

## Geschichte
Erbaut wurde die Kirche in den Jahren 1801/02 und diente zunächst als Friedhofskapelle. Die Pfarrei wurde 1893 durch eine große, testamentarische Vermögensschenkung des deutsch-französischen Barons Alexandre Louis Guillaume Jacomin de Malespine (1821–93) gestiftet, woraus später auch die Gelder für den Kirchenbau flossen. In den Jahren 1921–23 wurde das Gotteshaus auf die heutige Größe erweitert und erhielt einen Turm. Die Einsegnung des vergrößerten Kirchenbaus im September 1923 erfolgte nicht durch den Bischof von Speyer (obwohl die Pfarrei St. Wendelinus zum Bistum Speyer gehört), sondern durch den Mainzer Bischof Ludwig Maria Hugo, der aus dem hiesigen Bistum stammt und 1911–15 Pfarrer in Bliesdalheim war. Für Baron Jacomin de Malespine ist in dem Gotteshaus eine Dankinschrift vorhanden.
Während des Zweiten Weltkrieges wurde die Kirche schwer beschädigt. 1950–53 erfolgte eine Restaurierung, wobei die Kriegsschäden behoben wurden.
Im Rahmen einer umfangreichen Innenrenovierung der Kirche, die von März 1997 bis Januar 1998 durchgeführt wurde, erhielt die Kirche eine neue Empore und einen neuen Zelebrationsaltar. Außerdem wurde eine größere Sakristei angebaut, und der Außenbau erhielt ein neues Dach und eine neue Drainage der Außenmauern. Im Sommer 2002 wurde der Kirchturm saniert. Die Sanierungsmaßnahmen umfassten den Einbau neuer Schallläden im Turm und die Anbringung eines neuen Kupferhelms. Zusätzlich wurde das Kirchendach neu eingedeckt und das Kirchengebäude neu gestrichen.

## Baubeschreibung
Bei dem Kirchengebäude handelt es sich um einen kleinen Barockbau mit dreiseitigem Chorabschluss. Der Turm, der über einen verkupferten Helm verfügt, ist seitlich an das Kirchenschiff angebaut.

## Ausstattung
Im Inneren der Kirche befindet sich ein reich gestalteter Hochaltar mit einer Statue des Kirchenpatrons aus dem 18. Jahrhundert im Rocailleaufsatz. Der Altar soll aus dem ehemaligen Franziskanerkloster Homburg stammen.
Der Zelebrationsaltar wurde 1998 vom Bildhauer Helmut Schollenberger (Speyer) entworfen und von der Firma Omlor (Bexbach) ausgeführt. Im gleichen Jahr gestaltete die Firma Dalder (Danstadt) 14 holzgeschnitzte Kreuzwegstationen, die sich an den Seitenwänden befinden.